# Campeonato Mundial de Atletismo em Pista Coberta de 2010 - 60 m feminino
A prova dos 60 metros feminino do Campeonato Mundial de Atletismo em Pista Coberta de 2010 foi disputada entre 12 e 14 de março no ASPIRE Dome, em Doha.

## Recordes
Antes desta competição, os recordes mundiais e do campeonato nesta prova eram os seguintes:
| Tipo                  | Atleta          | Tempo | Local   | Data                    |
| --------------------- | --------------- | ----- | ------- | ----------------------- |
|                       | Irina Privalova | 6.92  | Madri   | 11 de fevereiro de 1993 |
| Recorde do campeonato | Gail Devers     | 6.95  | Toronto | 12 de março de 1993     |

## Medalhistas
| Ouro                          | Prata                 | Bronze                                           |
| Veronica Campbell-Brown (JAM) | Carmelita Jeter (USA) | Ruddy Zang Milama (GAB) · Sheri-Ann Brooks (JAM) |

## Resultados

### Eliminatórias
Estes são os resultados das eliminatórias. As 35 atletas inscritas foram divididas em cinco baterias, se classificando para as semifinais as quatro melhores de cada bateria (Q) mais os quatro melhores tempos no geral (q).
| Bateria 1 | Bateria 1 | Bateria 1 | Bateria 1            |
| Pos.      | Atleta | Tempo     | Notas                |
| --------- | --- | --------- | -------------------- |
| 1         | FRA Myriam Soumaré | 7.22 (Q)  |                      |
| 2         | RUS Evgeniya Polyakova | 7.26 (Q)  |                      |
| 3         | IVB Tahesia Harrigan | 7.26 (Q)  | Recorde da temporada |
| 4         | GBR Joice Maduaka | 7.46 (Q)  |                      |
| 5         | SRB Tatjana Mitic | 7.57      |                      |
| 6         | SMR Martina Pretelli | 7.94      |                      |
| 7         | [[Ficheiro:Predefinição:Country flag IOC alias NMI\|22x20px\|border\|Predefinição:Country IOC alias NMI]]NMI Yvette Bennett | 8.68      | Recorde pessoal      |

| Bateria 2 | Bateria 2                   | Bateria 2 | Bateria 2       |
| Pos.      | Atleta                      | Tempo     | Notas           |
| --------- | --------------------------- | --------- | --------------- |
| 1         | JAM Veronica Campbell-Brown | 7.21 (Q)  |                 |
| 2         | BAH Chandra Sturrup         | 7.22 (Q)  |                 |
| 3         | GER Yasmin Kwadwo           | 7.38 (Q)  |                 |
| 4         | ITA Maria Aurora Salvagno   | 7.41 (Q)  |                 |
| 5         | UKR Mariya Ryemyen          | 7.46 (q)  |                 |
| 6         | POL Marika Popowicz         | 7.56      |                 |
| 7         | MAS Norjannah H. Jamaludin  | 7.90      | Recorde pessoal |

| Bateria 3 | Bateria 3                  | Bateria 3 | Bateria 3       |
| Pos.      | Atleta                     | Tempo     | Notas           |
| --------- | -------------------------- | --------- | --------------- |
| 1         | ISV LaVerne Jones-Ferrette | 7.14 (Q)  |                 |
| 2         | FRA Véronique Mang         | 7.27 (Q)  |                 |
| 3         | UKR Olesya Povh            | 7.37 (Q)  |                 |
| 4         | SWE Lena Berntsson         | 7.39 (Q)  |                 |
| 5         | IRL Claire Brady           | 7.43 (q)  |                 |
| 6         | MDV Hawwa Haneefa          | 8.31      | Recorde pessoal |
|           | COM Ahamada Feta           | DSQ       |                 |

| Bateria 4 | Bateria 4             | Bateria 4 | Bateria 4            |
| Pos.      | Atleta                | Tempo     | Notas                |
| --------- | --------------------- | --------- | -------------------- |
| 1         | USA Carmelita Jeter   | 7.30 (Q)  |                      |
| 2         | RUS Yuliya Katsura    | 7.34 (Q)  |                      |
| 3         | ESP Digna Luz Murillo | 7.38 (Q)  |                      |
| 4         | BUL Ivet Lalova       | 7.42 (Q)  |                      |
| 5         | SWE Emma Rienas       | 7.45 (q)  |                      |
| 6         | SKN Virgil Hodge      | 7.61      | Recorde da temporada |
| 7         | STP Gloria Diogo      | 7.86      | Recorde da temporada |

| Bateria 5 | Bateria 5                | Bateria 5 | Bateria 5       |
| Pos.      | Atleta                   | Tempo     | Notas           |
| --------- | ------------------------ | --------- | --------------- |
| 1         | GAB Paulette Zang Milama | 7.31 (Q)  |                 |
| 2         | JAM Sheri-Ann Brooks     | 7.32 (Q)  |                 |
| 3         | USA Mikele Barber        | 7.37 (Q)  |                 |
| 4         | LTU Lina Grinčikaitė     | 7.42 (Q)  |                 |
| 5         | NOR Folake Akinyemi      | 7.45 (q)  |                 |
| 6         | TKM Yelena Ryabova       | 8.27      |                 |
| 7         | MLT Angie Mangion        | 8.33      | Recorde pessoal |

### Semifinais
Estes são os resultados das semifinais. As 24 atletas classificadas foram divididas em três baterias, se classificando para a final as duas melhores de cada bateria (Q) mais os dois melhores tempos no geral (q).
| Semifinal 1 | Semifinal 1                 | Semifinal 1 | Semifinal 1          |
| Pos.        | Atleta                      | Tempo       | Notas                |
| ----------- | --------------------------- | ----------- | -------------------- |
| 1           | JAM Veronica Campbell-Brown | 7.07 (Q)    | Recorde da temporada |
| 2           | GAB Ruddy Zang Milama       | 7.13 (Q)    | Recorde nacional     |
| 3           | IVB Tahesia Harrigan        | 7.22 (q)    | Recorde da temporada |
| 4           | FRA Véronique Mang          | 7.28        |                      |
| 5           | GBR Joice Maduaka           | 7.35        |                      |
| 6           | SWE Emma Rienas             | 7.38        |                      |
| 7           | GER Yasmin Kwadwo           | 7.39        |                      |
| 8           | ITA Maria Aurora Salvagno   | 7.49        |                      |

| Semifinal 2 | Semifinal 2                | Semifinal 2 | Semifinal 2          |
| Pos.        | Atleta                     | Tempo       | Notas                |
| ----------- | -------------------------- | ----------- | -------------------- |
| 1           | ISV LaVerne Jones-Ferrette | 7.05 (Q)    |                      |
| 2           | BAH Chandra Sturrup        | 7.20 (Q)    | Recorde da temporada |
| 3           | USA Mikele Barber          | 7.24        |                      |
| 4           | RUS Evgeniya Polyakova     | 7.24        |                      |
| 5           | JAM Lina Grinčikaitė       | 7.34        |                      |
| 6           | RUS Ivet Lalova            | 7.41        |                      |
| 7           | UKR Olesya Povh            | 7.45        |                      |
| 8           | NOR Folake Akinyemi        | 7.47        |                      |

| Semifinal 3 | Semifinal 3           | Semifinal 3 | Semifinal 3     |
| Pos.        | Atleta                | Tempo       | Notas           |
| ----------- | --------------------- | ----------- | --------------- |
| 1           | JAM Sheri-Ann Brooks  | 7.14 (Q)    | Recorde pessoal |
| 2           | USA Carmelita Jeter   | 7.15 (Q)    |                 |
| 3           | FRA Myriam Soumaré    | 7.21 (q)    |                 |
| 4           | ESP Digna Luz Murillo | 7.33        |                 |
| 5           | RUS Yuliya Katsura    | 7.38        |                 |
| 6           | IRL Claire Brady      | 7.40        |                 |
| 7           | SWE Lena Berntsson    | 7.41        |                 |
| 8           | UKR Mariya Ryemyen    | 7.41        |                 |

### Final
Estes são os resultados da final:
| Pos.              | Atleta                      | Tempo | Notas                |
| ----------------- | --------------------------- | ----- | -------------------- |
| Medalha de ouro   | JAM Veronica Campbell-Brown | 7.00  | Recorde pessoal      |
| DQ                | ISV LaVerne Jones-Ferrette  | 7.03  |                      |
| Medalha de bronze | USA Carmelita Jeter         | 7.05  |                      |
| Medalha de bronze | GAB Ruddy Zang Milama       | 7.14  |                      |
| Medalha de bronze | JAM Sheri-Ann Brooks        | 7.14  | Recorde pessoal      |
| 5                 | BAH Chandra Sturrup         | 7.16  | Recorde da temporada |
| 6                 | IVB Tahesia Harrigan        | 7.17  | Recorde da temporada |
| 7                 | FRA Myriam Soumaré          | 7.29  |                      |

Legenda
| Recorde mundial       | Recorde mundial (World record)               |                       | Recorde africano                      | Recorde africano (African) |                                           | Q | Classificado por posição (Qualified) |
| Recorde do campeonato | Recorde do campeonato (Championship record)  | Recorde da América    | Recorde da América (Americas)         | q                          | Classificado por melhor tempo (Qualified) |   |                                      |
| Melhor marca do ano   | Melhor marca do ano (World leading)          | Recorde asiático      | Recorde asiático (Asian)              | DNS                        | Não largou (Did not start)                |   |                                      |
| Recorde nacional      | Recorde nacional (National record)           | Recorde europeu       | Recorde europeu (European)            | DNF                        | Não terminou (Did not finish)             |   |                                      |
| Recorde pessoal       | Recorde pessoal do atleta (Personal best)    | Recorde da Oceania    | Recorde da Oceania (Oceania)          | DSQ / DQ                   | Desclassificado (Disqualified)            |   |                                      |
| Recorde da temporada  | Recorde da temporada do atleta (Season best) | Recorde sul-americano | Recorde sul-americano (South America) | NM                         | Sem marca (No mark)                       |   |                                      |